# Kabinett Kiyoura

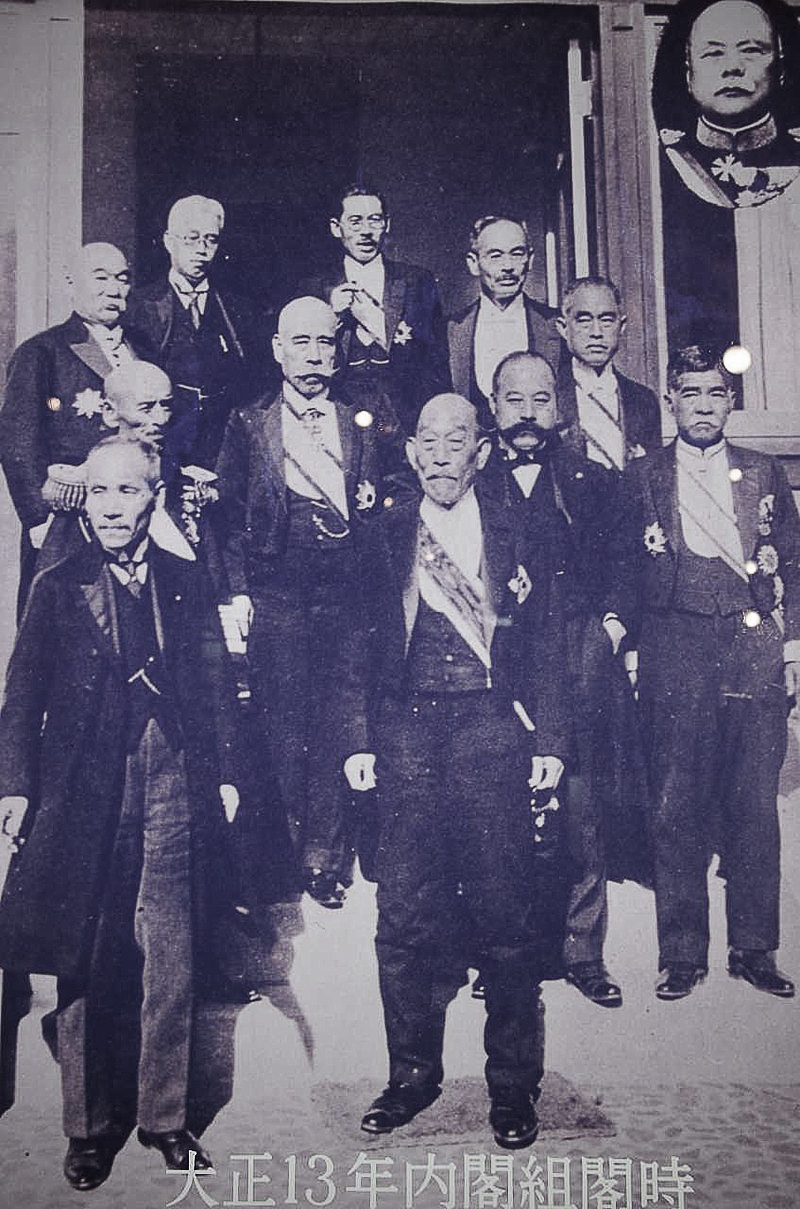
Kabinett Kiyoura, 7. Januar 1924

Das Kabinett Kiyoura (jap. 清浦内閣, Kiyoura naikaku) regierte Japan unter Führung von Premierminister Kiyoura Keigo vom 7. Januar 1924 bis 11. Juni 1924.
| Amt                                    | Name              | Kammer (Wahlkreis) | Fraktion |
| -------------------------------------- | ----------------- | ------------------ | -------- |
| Premierminister                        | Kiyoura Keigo     |                    |          |
| Außenminister                          | Matsui Keishirō   |                    |          |
| Innenminister                          | Mizuno Rentarō    |                    |          |
| Finanzminister                         | Katsuta Kazue     |                    |          |
| Heeresminister                         | Ugaki Kazushige   |                    |          |
| Marineminister                         | Murakami Kakuichi |                    |          |
| Justizminister                         | Suzuki Kisaburō   |                    |          |
| Kultusminister                         | Egi Kazuyuki      |                    |          |
| Minister für Landwirtschaft und Handel | Maeda Toshisada   |                    |          |
| Minister für Kommunikation             | Fujimura Yoshirō  |                    |          |
| Eisenbahnminister                      | Komatsu Kenjirō   |                    |          |

## Andere Positionen
| Amt                        | Name           |
| -------------------------- | -------------- |
| Chefkabinettssekretär      | Kobashi Ichita |
| Leiter des Legislativbüros | Satake Sango   |